# Ampelisca mindorensis
Ampelisca mindorensis is een vlokreeftensoort uit de familie van de Ampeliscidae. De wetenschappelijke naam van de soort is voor het eerst geldig gepubliceerd in 1970 door Oleröd.